# Escuela Merritt
La Escuela Merritt, también conocida como la Antigua Escuela Merritt, es una escuela Rosenwald que se construyó alrededor de 1922. Fue incluido en el Registro Nacional de Lugares Históricos en 1998.
Es un edificio con estructura de un piso, construido según el Diseño estándar No. 20 y No. 20-A para una escuela Rosenwald de dos maestros. La escuela fue modificada en 1935 y 1946.